# Zygopetalum maxillare
Zygopetalum maxillare là một loài thực vật có hoa trong họ Lan. Loài này được Lodd. miêu tả khoa học đầu tiên năm 1832.

## Hình ảnh

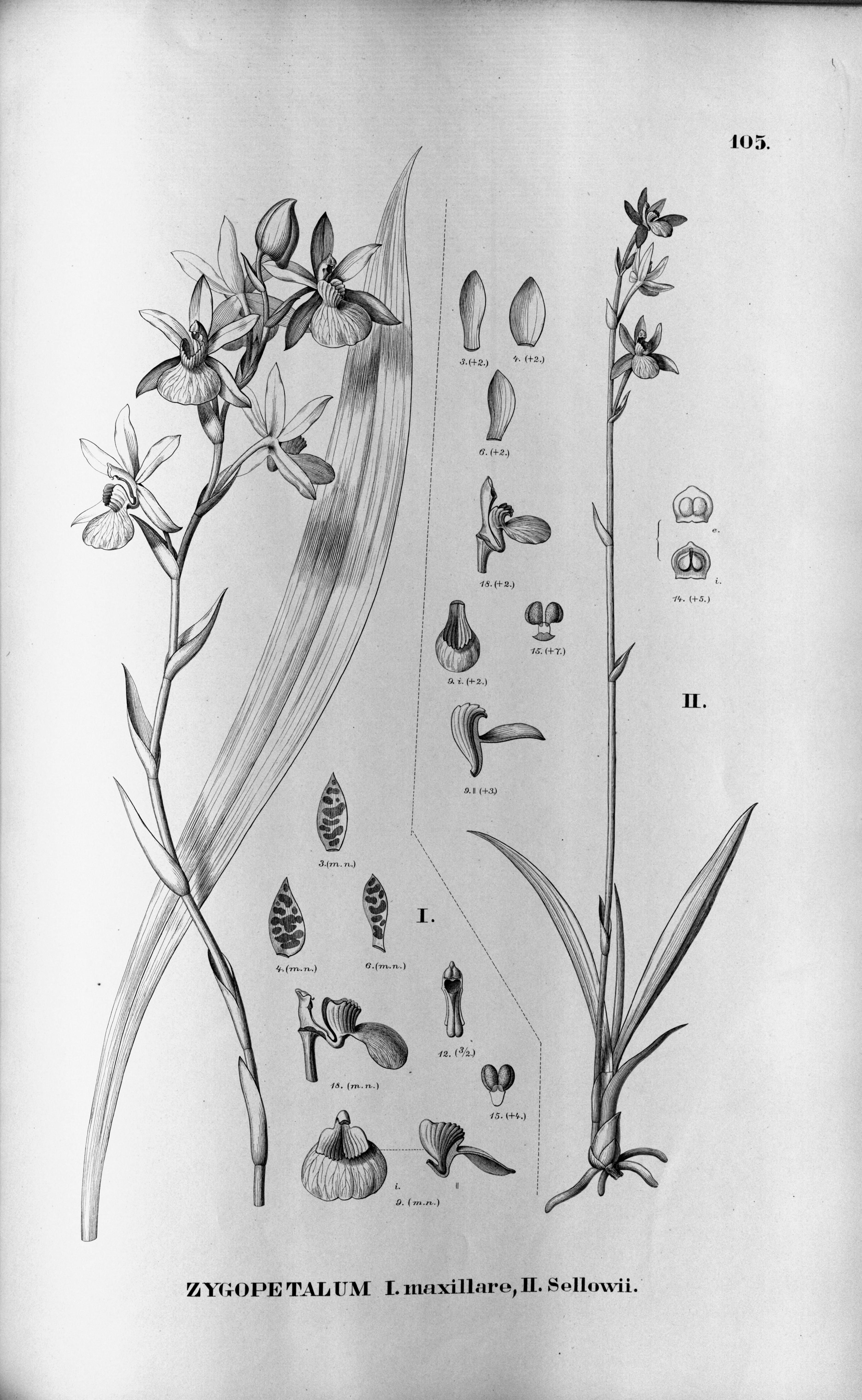